# Bruno Zanoni
Bruno Zanoni (Nembro, 29 juli 1952 – Laigueglia, 6 november 2023) was een Italiaanse wielrenner.

## Carrière
Zanoni was prof van 1974 tot 1979 en nam deel aan vier giro's, waar zijn beste resultaat een 59e plaats in 1978 was. Hij won een rit in 1978.  In 1979 was hij met de 111e plaats de rode lantaarn in de Giro. Hij nam ook vijf keer deel aan Milaan-San Remo.
Zanoni overleed op 6 november 2023 op 71-jarige leeftijd.

## Overwinningen
1978
- Etappe 11a Ronde van Italië

## Resultaten in de voornaamste wedstrijden
| Jaar | Ronde van Italië | Ronde van Frankrijk | Ronde van Spanje |
| ---- | ---------------- | ------------------- | ---------------- |
| 1974 | 73e              |                     |                  |
| 1975 |                  |                     |                  |
| 1976 |                  |                     |                  |
| 1977 | 99e              |                     |                  |
| 1978 | 59e (1)          |                     |                  |
| 1979 | 111e             |                     |                  |

| Jaar | Milaan-San Remo |
| ---- | --------------- |
| 1974 | 92e             |
| 1975 |                 |
| 1976 | 60e             |
| 1977 | 92e             |
| 1978 | 72e             |
| 1979 | 25e             |

Ceruti ·
Crespi ·
De Caro ·
Fraccaro · 
Loro · 
Porrini ·
Rodella ·
Santimaria ·
Tosoni ·
Zanoni